# Muroran

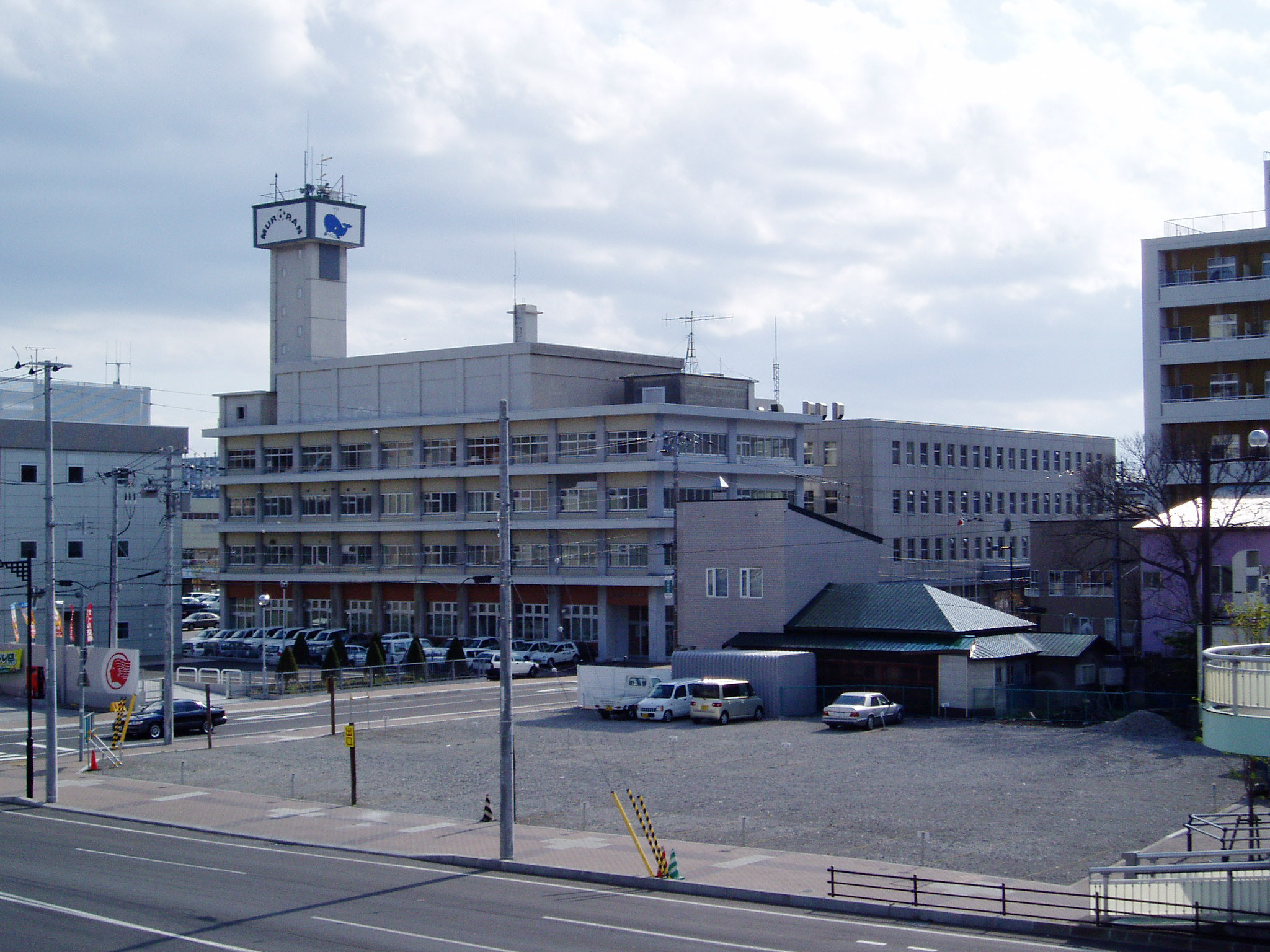
Rathaus von Muroran

Muroran (japanisch 室蘭市, -shi) ist eine Stadt und der Sitz der Verwaltung der Unterpräfektur Iburi auf der Insel Hokkaidō, Japan.

## Geographie
Muroran liegt südlich von Sapporo, auf der Halbinsel Etomo an der Uchiura-Bucht des Pazifischen Ozeans.

## Geschichte
Die Stadt besteht seit dem 1. August 1922.
Am 23. Mai 1965 kam es nach der Kollision eines Öltankers mit dem Kai der Raffinerie zum Austritt von Rohöl und zu einem 27 Tage lang andauernden Brand des Schiffes mit Explosionen. Das Unglück forderte zehn Todesopfer; 235 Anwohner mussten evakuiert werden.

## Wirtschaft
Der Hafen der Stadt, an der Uchiura-Bucht gelegen, 1872 eröffnet, entwickelte sich als Verschiffungszentrum der Kohle aus dem Ishikari-Kohlebergwerk. Ein Stahlwerk, eingerichtet gegen Ende der Meiji-Zeit, führt zur Industrialisierung der Stadt. Heute gibt es neben der Stahlverarbeitung große Zementfabriken, Raffinerien und eine Reihe von Werften.

## Verkehr
Wichtigster Bahnhof der Stadt ist der Bahnhof Higashi-Muroran an der Muroran-Hauptlinie, die Oshamambe mit Bahnhof Iwamizawa verbindet. Von dieser zweigt eine sieben Kilometer lange Zweigstrecke zum Bahnhof Muroran ab, der sich in der Nähe des Hafens befindet.
Muroran ist über die Dōō-Autobahn sowie über die Nationalstraßen 36 und 37 erreichbar.

## Wirtschaft
- Nippon Steel Stahlwerk
- Erdölraffinerie (180.000 barrel/d) der Eneos, wurde 2014 stillgelegt, erzeugte und lieferte bis 2019 noch Petrochemie, danach noch Depot für Öl

Im Juli 2021 wurde gemeldet, dass von der Stadt der Standort der ehemaligen Raffinerie für den Umschlag, die Lagerung und die Umwandlung von Wasserstoff als Energieträger aus Europa oder Nordamerika via Schiffslieferung über die Polarroute ab etwa 2030/2050 ins Auge gefasst wird. Vorteilhaft ist die nördliche Lage innerhalb Japans, das benachbarte Stahlwerk als zukünftiger Verbraucher und vorhandene Anlagenteile.

## Städtepartnerschaften
- Knoxville (Vereinigte Staaten)

## Universitäten und Colleges
- Technische Universität Muroran

## Söhne und Töchter der Stadt
- Takanohana Kenshi (1950–2005), Sumō-Ringer
- Asami Abe (* 1985), Sängerin, Schauspielerin
- Manabu Horii (* 1972), Eisschnellläufer
- Kuryū Matsuki (* 2003), Fußballspieler
- Uchiyama Ayuka (* 2002), Musikerin, Schlagzeug

## Angrenzende Städte und Gemeinden
- Noboribetsu
- Date